# Sammy Wilson
Sammy Wilson (Dromore, 30 novembre 1936) è un ex calciatore nordirlandese, di ruolo attaccante.

## Carriera

### Club
Divide la sua carriera, durata quindici anni, tra Irlanda del Nord e Scozia, paese nel quale veste le casacche di Falkirk (seconda divisione) e Dundee (SPL). Si ritira nel 1970, dopo esser tornato in patria.
Ha vinto diversi titoli minori giocando in Irlanda del Nord.

### Nazionale
Esordisce il 7 ottobre 1961 contro la Scozia (1-6). Chiude la sua esperienza in Nazionale nel 1967, giocando 12 incontri e siglando 7 reti, quasi tutte nei tornei Interbritannici.

## Palmarès

### Club

#### Competizioni nazionali
- Campionato nordirlandese: 2

Glenavon: 1956-1957, 1959-1960
- Irish Cup: 3

Glenavon: 1956-1957, 1958-1959, 1960-1961
- City Cup: 2

Glenavon: 1955-1956, 1960-1961
- Gold Cup (Irlanda del Nord): 2

Glenavon: 1956-1957
Coleraine: 1968-1969
- Ulster Cup: 4

Glenavon: 1958-1959, 1962-1963
Coleraine: 1968-1969, 1969-1970
- North-South Cup: 1

Glenavon: 1962-1963
- Top Four Trophy: 1

Coleraine: 1968-1969
- Blaxnit Cup: 2

Coleraine: 1968-1969, 1969-1970

#### Competizioni regionali
- Forfarshire Cup: 1

Dundee: 1966-1967